# Carpinus luochengensis
Carpinus luochengensis là một loài thực vật có hoa trong họ Betulaceae. Loài này được J.Y.Liang mô tả khoa học đầu tiên năm 1986.